# Mike Friese
Mike Friese (14 novembre 1983) è un giocatore di football americano tedesco che milita nel ruolo di quarterback nei New Yorker Lions.